# Örttinamo
Örttinamo (Nothura darwinii) är en fågel i den amerikanska familjen tinamoer inom ordningen tinamofåglar.

## Utseende
Örttinamo är en 26 centimeter lång tianamo, mest lik fläckig tinamo (Nothura maculosa) men mer rödbrun och mer bredstrimmig undertill. Översidan är brun med gulbruna strimmor, undersidan med svart bröst och kastanjebruna strimmor. Flanken är bandad, strupen vit och kronan svart med gulbruna streck.

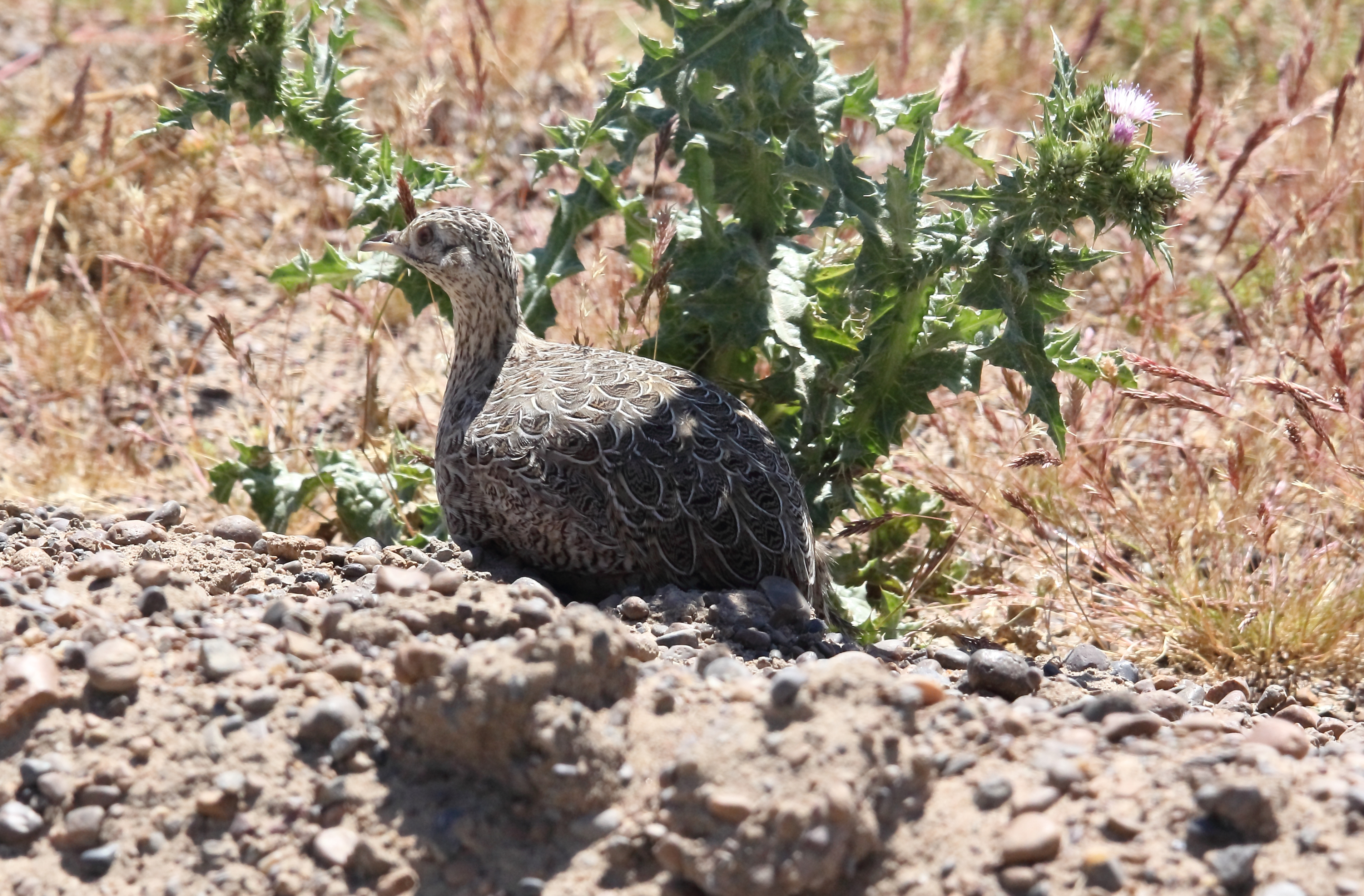

## Utbredning och systematik
Örttinamo delas in i fem underarter med följande utbredning:
- Nothura darwinii peruviana – höglänta områden i södra Peru, i Urubambadalen i Cuscoregionen
- Nothura darwinii agassizii – altiplano i sydöstligaste Peru och västra Bolivia
- Nothura darwinii boliviana – höglänta områden i västra Bolivia, från Cochabamba till Tarija
- Nothura darwinii salvadorii – halvtorra områden i subtropiska västra Argentina
- Nothura darwinii darwinii – Patagonien på stäpperna i södra centrala Argentina

## Levnadssätt
Liksom andra tinamoer livnär sig örttinamo av frukt från marken eller låga buskar. Den intar också mindre mängder invertebrater, blomknoppar, blad, frön och rötter. Hanen ruvar äggen som kan läggas av olika honor och tar hand om ungarna till dess att de kan klara sig själva. Boet placeras på marken i täta buskage.

## Status och hot
Arten har ett stort utbredningsområde och en stor population, och tros öka i antal. Utifrån dessa kriterier kategoriserar IUCN arten som livskraftig (LC). Världspopulationen har inte uppskattas, men den beskrivs vara ganska vanlig.

## Namn
Fågelns vetenskapliga artnamn hedrar Charles Darwin. Tidigare kallades den darwintinamo även på svenska, men tilldelades 2024 ett mer informativt namn av BirdLife Sveriges taxonomikommitté.